# Robinson Sucroe
Robinson Sucroe (fr. Robinson Sucroë, 1994) – francusko-kanadyjski serial animowany, który emitowany był dawniej na kanale Polsat. Jest to parodia powieści Daniela Defoe Robinson Crusoe.

## Fabuła
Serial opowiada o przygodach Robinsona Sucroe, który przeżywa niesamowite przygody.

## Obsada
- Frank Lapersonne – Robinson Sucroe
- Gérard Rinaldi – Mercredi
- Gérard Surugue – Uglyston
- Jean-François Kopf – Kapitan Courtecuisse
- Jean-Claude Montalban – 
  - Kapitan Brisk,
  - Dimanche Midi
- Michel Modo – M' Floyd

## Spis odcinków
| N/o            | Polski tytuł | Francuski tytuł             |
| -------------- | ------------ | --------------------------- |
|                |              |                             |
| SERIA PIERWSZA |              |                             |
|                |              |                             |
| 01             |              | L'Île du Tourteau           |
|                |              |                             |
| 02             |              | L'Île flottante             |
|                |              |                             |
| 03             |              | Courtecuisse 1er            |
|                |              |                             |
| 04             |              | Mission impossible          |
|                |              |                             |
| 05             |              | Le concours de sieste       |
|                |              |                             |
| 06             |              | La belle captive            |
|                |              |                             |
| 07             |              | Diva des îles               |
|                |              |                             |
| 08             |              | Le manuscrit volé           |
|                |              |                             |
| 09             |              | Embrouille et ratatouille   |
|                |              |                             |
| 10             |              | Coup de foudre              |
|                |              |                             |
| 11             |              | Le perroquet d'Uglyston     |
|                |              |                             |
| 12             |              | Bienvenue monsieur Floydd   |
|                |              |                             |
| 13             |              | L'épave du « Touslesjours » |
|                |              |                             |
| 14             |              | Robinson Beach              |
|                |              |                             |
| 15             |              | Adieu Robinson              |
|                |              |                             |
| 16             |              | La guerre des Robinson      |
|                |              |                             |
| 17             |              | Un monstre dans l'île       |
|                |              |                             |
| 18             |              | L'île en folie              |
|                |              |                             |
| 19             |              | L'apprenti journaliste      |
|                |              |                             |
| 20             |              | La vie de pirate            |
|                |              |                             |
| 21             |              | Drôles de bêtes             |
|                |              |                             |
| 22             |              | L'élixir d'amour            |
|                |              |                             |
| 23             |              | Maman a raison              |
|                |              |                             |
| 24             |              | Toute la vérité             |
|                |              |                             |
| 25             |              | Voyage organisé             |
|                |              |                             |
| 26             |              | Coup double                 |
|                |              |                             |